# Mistrzostwa Europy w Lekkoatletyce 1966 – rzut młotem mężczyzn

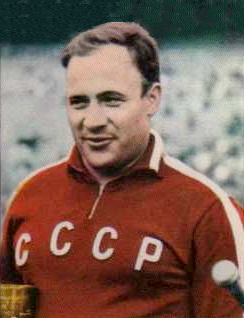
Romuald Klim

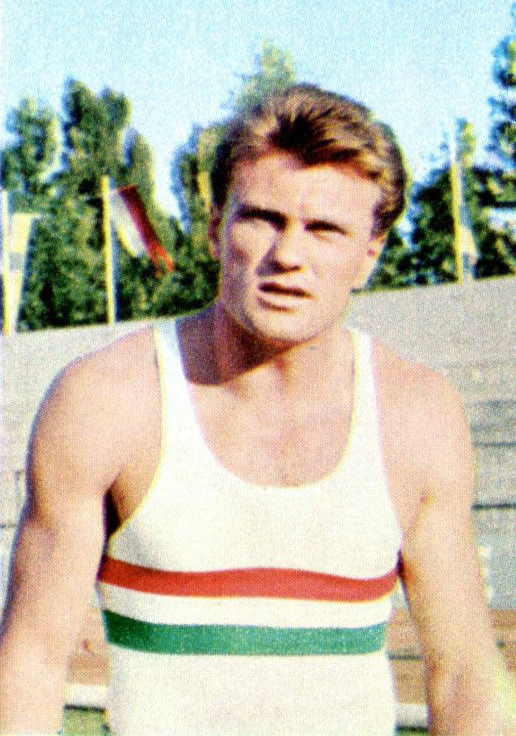
Gyula Zsivótzky

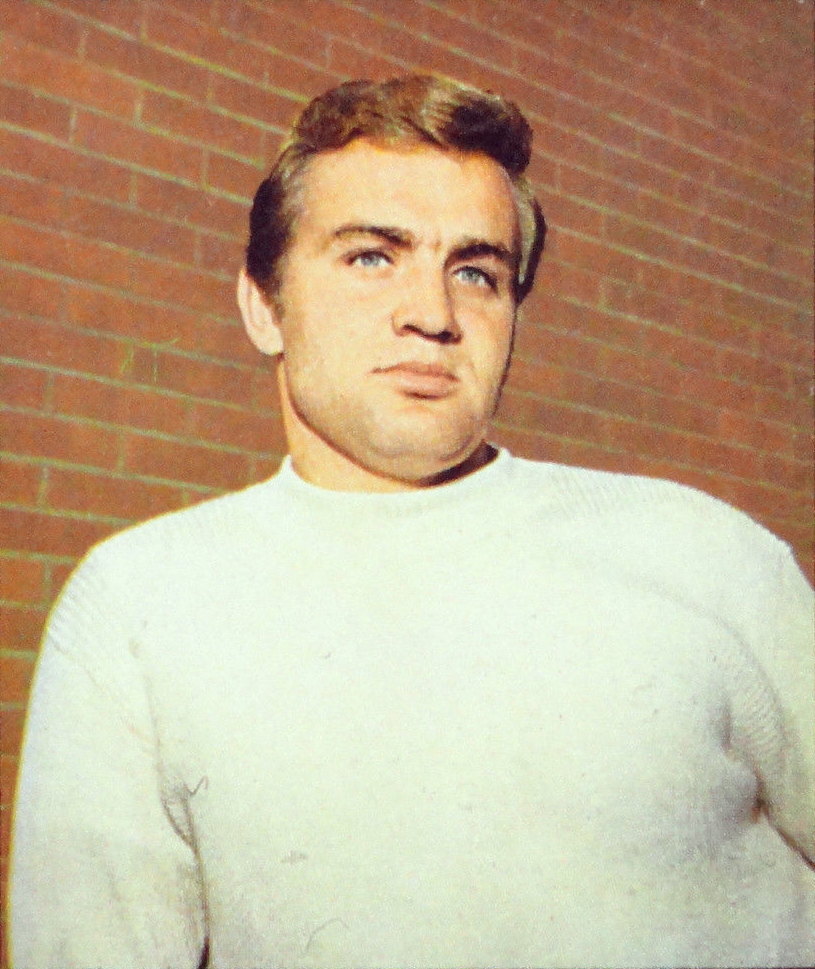
Uwe Beyer

Rzut młotem mężczyzn był jedną z konkurencji rozgrywanych podczas VIII Mistrzostw Europy w Budapeszcie. Kwalifikacje rozegrano 3 września, a finał  4 września 1966. Zwycięzcą tej konkurencji został reprezentant ZSRR Romuald Klim. W rywalizacji wzięło udział siedemnastu zawodników z dziesięciu reprezentacji.

## Rekordy
| Rekord świata     | Gyula Zsivótzky (HUN) | 73,74 | Debreczyn, Węgry    | 06.09.1965 |
| Rekord Europy     | Gyula Zsivótzky (HUN) | 73,74 | Debreczyn, Węgry    | 06.09.1965 |
| Rekord mistrzostw | Gyula Zsivótzky (HUN) | 69,64 | Belgrad, Jugosławia | 16.09.1962 |

## Wyniki

### Kwalifikacje
| Miejsce | Zawodnik             | Wynik | Uwagi |
| ------- | -------------------- | ----- | ----- |
| 1       | Gyula Zsivótzky      | 68,40 | Q     |
| 2       | Uwe Beyer            | 67,00 | Q     |
| 3       | Romuald Klim         | 66,82 | Q     |
| 4       | Ernst Ammann         | 65,70 | Q     |
| 5       | Gheorghe Costache    | 64,88 | Q     |
| 6       | Hans Fahsl           | 64,28 | Q     |
| 7       | Giennadij Kondraszow | 64,20 | Q     |
| 8       | Lázár Lovász         | 64,04 | Q     |
| 9       | Sándor Eckschmiedt   | 63,90 | Q     |
| 10      | Manfred Losch        | 63,20 | Q     |
| 11      | Martin Lotz          | 62,02 | Q     |
| 12      | Władimir Tribunski   | 61,78 | Q     |
| 13      | Tadeusz Rut          | 61,26 |       |
| 14      | John Lawlor          | 57,08 |       |
| 15      | Frangiskos Politis   | 55,18 |       |
| 16      | Marcel Hertogs       | 52,36 |       |
| 17      | Kujtim Shehu         | 50,70 |       |

### Finał
| Miejsce | Zawodnik             | Wynik | Uwagi |
| ------- | -------------------- | ----- | ----- |
| 1       | Romuald Klim         | 70,02 | CR    |
| 2       | Gyula Zsivótzky      | 68,62 |       |
| 3       | Uwe Beyer            | 67,28 |       |
| 4       | Manfred Losch        | 65,84 |       |
| 5       | Władimir Tribunski   | 65,28 |       |
| 6       | Lázár Lovász         | 65,28 |       |
| 7       | Sándor Eckschmiedt   | 64,52 |       |
| 8       | Martin Lotz          | 63,16 |       |
| 9       | Hans Fahsl           | 63,00 |       |
| 10      | Gheorghe Costache    | 62,60 |       |
| 11      | Giennadij Kondraszow | 62,38 |       |
| –       | Ernst Ammann         | NM    |       |